# Neuroblastom
Neuroblastom je neuroendokrini tumor koji potiče od stanica simpatičkog živčanog sustava. Najčešće nastaje iz stanica nadbubrežne žlijezde, ali može nastati i u drugim područjima gdje se nalazi simpatičko živčano tkivo (najčešće retroperitoneum i medijastinum). Neuroblastomi su uz nefroblastome najčešći solidni tumori dječje dobi.  
Stanice neuroblastom često luče tvari kao što su kateholamini i vazointestinalni peptid koje su odgovorne za neke od simptoma ovog tumora (npr. proljev, znojenje), a povećana koncentracije njihovih metabolita u mokraći može pomoći u dijagnosticiranju bolesti. 
U liječenje neuroblastoma se koriste kirurški zahvati, kemoterapija i zračenje. Postoje slučajevi u kojima se inače zloćudan tumor spontano povuče.
|  | Molimo pročitajte upozorenje o korištenju medicinskih informacija. Ne provodite liječenje bez savjetovanja s liječnikom! |